# G-Drive Racing
G-Drive Racing — российская гоночная команда, трёхкратный победитель Европейской серии Ле-Ман (2016, 2017, 2018 годы), победитель Трофея в зачёте LMP2 на чемпионате мира по гонкам на выносливость (2015), двукратный победитель Азиатской серии Ле-Ман (сезоны 2019-2020 и 2021 года), победитель Russian Endurance Challenge (2022), многократный призёр марафона «24 часа Ле-Мана» и других международных автоспортивных соревнований на выносливость. Выступает при поддержке компании «Газпром нефть».

## История команды
История команды G-Drive Racing началась в 2012 году. В рамках чемпионата мира по гонкам на выносливость компания «Газпром нефть» выступила партнером экипажа Signatech в составе российского пилота Романа Русинова, а также двух французских гонщиков Нельсона Панчьятичи и Пьера Рага. Команда заняла по итогам сезона 6-е место в трофее класса LMP2. Впервые на пьедестал отдельного этапа экипаж взошел в гонке «6 часов Бахрейна», шестого этапа чемпионата мира.
2013 год стал дебютным для команды G-Drive Racing, которая начала выступать под российской лицензией. Компанию Роману Русинову в экипаже № 26 составили Джон Мартин и Майк Конвей. Сезон начался с шестого и четвертого мест на гонках в Сильверстоуне и Спа. Впервые в истории российская команда могла подняться на пьедестал почёта в марафоне «24 часа Ле-Мана», заняв третье место в классе прототипов LMP2). Но из-за не соответствовавшего регламенту размера топливного бака команда G-Drive Racing была дисквалифицирована. На последующих этапах экипаж одержал победы в четырех из пяти гонок (кроме этапа в Фудзи, где из-за сильного ливня заезд остановили после 16-ти кругов, проведенных пилотами позади машины безопасности). По итогам сезона российская команда заняла третье место, проиграв лидерам 9,5 очков. Кроме этого, два экипажа G-Drive Racing вышли на старт марафона «24 часа Нюрбургринга», добравшись до финиша на пятой и девятой позициях. 

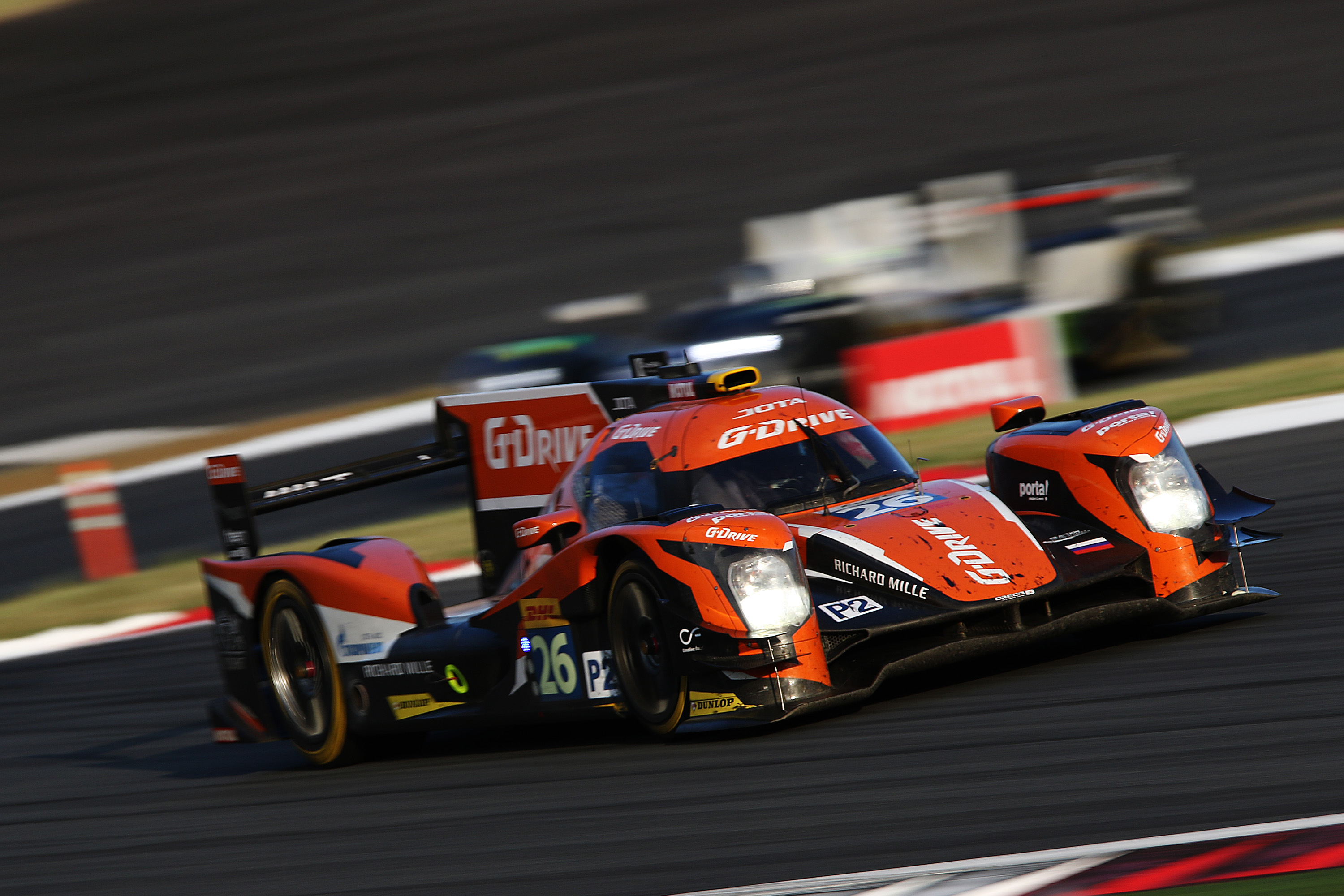
Прототип G-Drive Racing на японском этапе FIA WEC 2016 года

В 2014 году сменилась часть пилотов. К экипажу присоединились Оливье Пла и Жюльен Каналь. В Сильверстоуне и Спа команда одержала победы. В гонке «24 часа Ле-Мана» Оливье Пла на девятом часу противостояния попал в аварию, в результате чего экипаж был вынужден сойти с дистанции. Затем на смену открытому прототипу Morgan LMP2 Nissan пришел новейший закрытый прототип Ligier JS P2 Nissan, с которым G-Drive Racing одержала две подряд победы в Японии и Китае. Также командой были завоёваны «бронзы» в США и Бахрейне. По итогу сезона экипаж стал серебряным призером Трофея LMP2.
В 2015 году команда G-Drive Racing впервые провела сезон сразу двумя экипажами. К Русинову и Каналю присоединился британский пилот Cэм Бёрд, а в состав второго экипажа вошли: бразилец Луис Фелипе Дерани, колумбиец Густаво Якаман и мексиканец Рикардо Гонсалес. Российская команда впервые в истории стала победителем Трофея для прототипов класса LMP2 (FIA Endurance Trophy for LMP2 Teams) в рамках чемпионата мира FIA WEC, второй экипаж стал бронзовым призёром класса. Роман Русинов, Cэм Бёрд и Жюльен Каналь стали победителями чемпионата мира (FIA Endurance Trophy for LMP2 Drivers) в личном зачёте.
В 2016 году команда G-Drive Racing завоевала еще один титул, выиграв 6-этапную Европейскую серию Ле-Ман (экипаж Гидо ван дер Гарде, Саймон Долан и Гарри Тинкнелл). А в чемпионате мира G-Drive Racing снова выступила одной командой, расположившись по итогам сезона на третьем месте в Трофее LMP2 с тремя победами. Самой значительной из которых стала финальная в Бахрейне, когда экипаж Русинова, Раста и Алекса Брандла сумели победить, несмотря на старт с последней позиции. 
В 2017 году G-Drive Racing продолжила одновременное выступление в двух чемпионатах – мировом FIA WEC и европейском ELMS. Мексиканский пилот Мемо Рохас, француз Лео Руссель и японец Рио Хиракава принесли российской команде высший титул в европейском турнире, завоевав пять подиумов на шести этапах. А в Трофее LMP2 чемпионата мира FIA WEC команда стала на этот раз шестой, с единственной победой (в Спа). В гонке «24 часа Ле-Мана» уже на первом круге двигатель прототипа Oreca 07 неожиданно переключился в «безопасный режим», а к концу первого часа болид получил серьезные повреждения (трещина в монококе) в результате столкновения с отстававшим на круг автомобилем Porsche категории GT-Am, и экипаж сошёл.
В 2018 году команда выставила два экипажа в ELMS, первому из них в составе Роман Русинов, Андреа Пиццитола и Жан-Эрик Вернь удалось защитить звание сильнейших, с тремя победами в шести гонках. Второй экипаж закончил сезон двенадцатым. В  Трофее LMP2 чемпионата мира FIA WEC команда одержала победу в Спа. В Ле-Мане экипаж G-Drive Racing приехал к финишу первым в классе. Но спустя сутки после гонки судьи вынесли решение дисквалифицировать российский экипаж за внесенные в заправочный модуль изменения. В итоге команда завершила сезон 2018-2019 в FIA WEC досрочно.

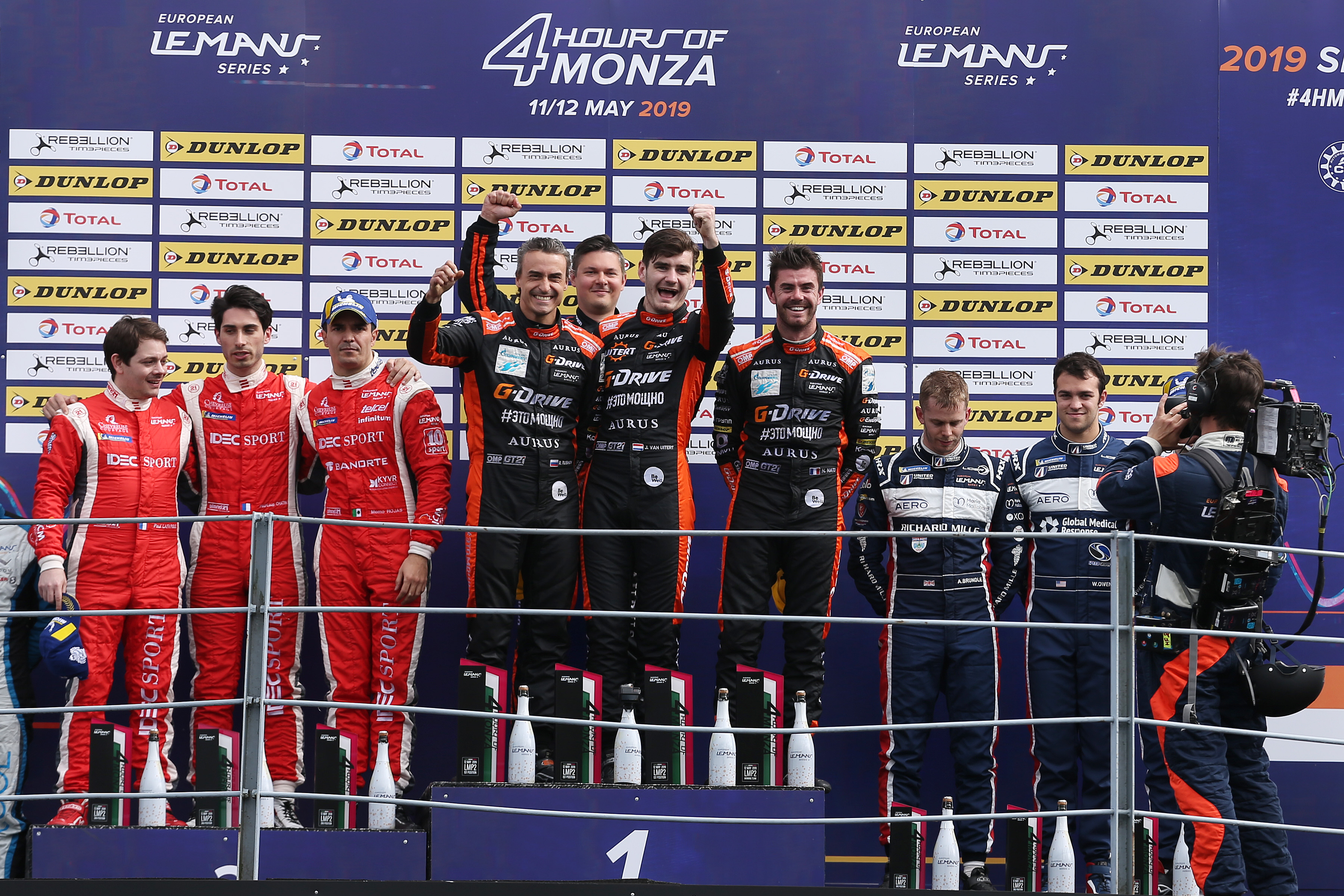
Экипаж G-Drive Racing на вершине подиума гонки ELMS в Монце, 2019 год

В 2019 году началось сотрудничество G-Drive Racing с автомобильным брендом Aurus. Экипаж начал свой сезон на прототипе Aurus 01, являвшийся ребеджинговой версией модели Oreca 07. Первой для гоночной истории марки Aurus стала победа на гонке в Монце. По итогу сезона команда завоевала вице-чемпионское звание в ELMS. В гонке «24 часа Ле-Мана» несмотря на сохранявшееся на протяжении почти всей гонки  лидерство, на 19-м часу гонки во время планового пит-стопа прототип не смог тронуться с места. Для поиска причины неполадки потребовалось 20 минут, в результате чего экипаж вернулся в гонку на седьмом месте с отставанием от лидера в четыре круга. Отмашку клетчатым флагом прототип Aurus получил на шестом месте в классе LMP2. Победой увенчался дебют команды в Азиатской серии Ле-Ман сезона 2019-2020. Экипаж Романа Русинова, Джеймса Френча и Леонарда Хогенбома одержал победы уже на первых двух этапах, в Китае и Австралии, затем занимала призовые места в двух оставшихся гонках. Это позволило команде завоевать чемпионский титул в дебютном сезоне. Этот титул стал пятым для G-Drive Racing в международных сериях гонок на выносливость и первым в автоспортивной истории Aurus.
В 2020 году в результате пандемии 88-й марафон «24 часа Ле-Мана» был перенесен с июня на сентябрь. Экипаж в составе россиянина Романа Русинова, француза Жан-Эрика Верня и датчанина Миккеля Йенсена стартовал со второй позиции в классе и долго сохранял позиции в лидирующей группе. Однако, ночью у российского прототипа отказал единый блок управления двигателем, в результате чего G-Drive Racing завершил гонку на пятом месте в категории LMP2. В Европейской серии Ле-Ман 2020 года экипаж трижды приезжал к финишу на подиуме, при двух сходах с дистанции. На заключительном этапе в Портимане удалось одержать победу, что позволило G-Drive Racing завершить чемпионат на третьем месте.

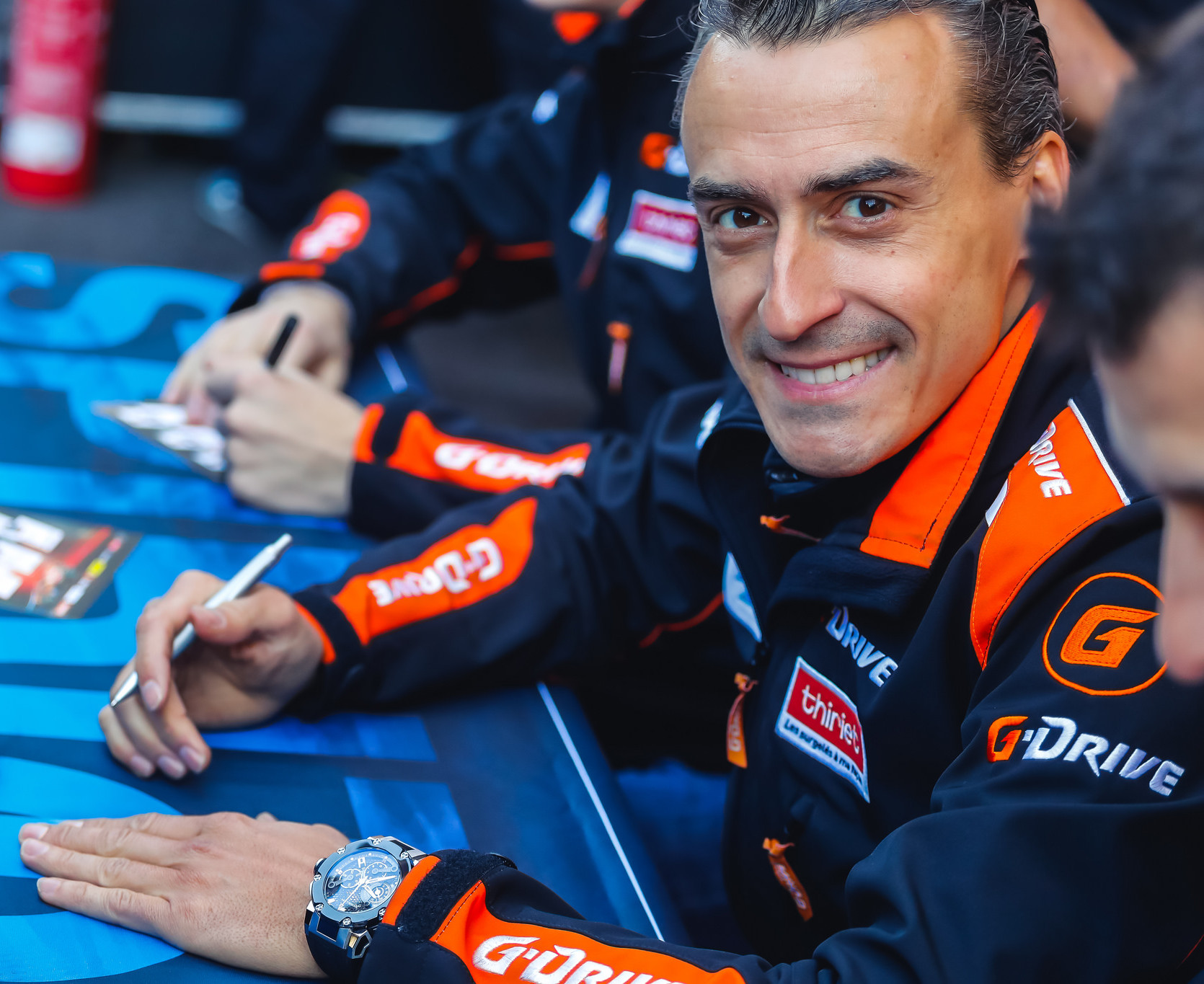
Пилот и спортивный менеджер G-Drive Racing Роман Русинов

В 2021 году G-Drive Racing в Азиатской серии Ле-Ман выставила два экипажа. Они выиграли две из четырех гонок сезона и суммарно шесть раз завоевывали призовые места, по итогам сезона расположившись на первой и третьей строчках турнира. Также два экипажа были выставлены в Европейской серии Ле-Ман, по-прежнему оба на прототипах Aurus 01. Один из них смог одержать победу, на трассе в Ле-Кастелле. Экипаж № 26 в составе Романа Русинова, Ника де Вриса и Франко Колапинто в итоговом положении турнира заняли четвертую строчку, всего половину очка уступив третьей позиции. Второй экипаж стал шестым в основном зачете и первым в Кубке Pro-Am. Суточный марафон в Ле-Мане, несмотря на аварию вечером в субботу и последовавший длительный ремонт в боксах, команда завершила седьмой.
Сезон-2022 команда начала с дебютного выступления в заокеанском марафоне «24 часа Дайтоны», где по скорости оба экипажа претендовали на подиум, но из-за технических проблем одна машина сошла с дистанции, а другая заняла пятое место в классе LMP2. Затем G-Drive Racing выставила экипаж в Азиатской серии Ле-Ман в классе LMP3, одержав победу в финальной гонке чемпионата. От запланированной программы выступлений в FIA WEC и ELMS в G-Drive Racing вынуждены были отказаться из-за дискриминационного решения FIA по отношению к российским участникам. Команда сконцентрировалась на стартах в российской серии гонок на выносливость REC, в которой Роман Русинов выступил в экипажах с Даниилом Квятом и Сергеем Афанасьевым, одержав три победы в трех гонках и завоевав чемпионский титул
В 2023-м команда стала сильнейшей в классе CN Pro серии REC. На финальном этапе сезона-2024 коллектив выступил под названием G-Drive Rossa Racing, впервые выступив на российском гоночном концепте Rossa LM GT.   

## Статистика выступлений
| Год     | Серия или чемпионат                      | Класс            | Гонки   | Победы | Поулы | Подиумы | Очки   | Место |
| ------- | ---------------------------------------- | ---------------- | ------- | ------ | ----- | ------- | ------ | ----- |
| 2013    | Чемпионат мира по гонкам на выносливость | LMP2             | 8/8     | 4      | 4     | 6       | 132    | 3     |
| 2014    | Чемпионат мира по гонкам на выносливость | LMP2             | 8/8     | 4      | 6     | 6       | 137    | 2     |
| 2015    | Чемпионат мира по гонкам на выносливость | LMP2             | 8/8     | 4      | 4     | 7       | 178    | 1     |
| 2016    | Чемпионат мира по гонкам на выносливость | LMP2             | 9/9     | 3      | 5     | 6       | 164    | 3     |
| 2016    | Европейская серия Ле-Ман                 | LMP2             | 6/6     | 2      | -     | 4       | 103    | 1     |
| 2017    | Европейская серия Ле-Ман                 | LMP2             | 6/6     | 1      | 1     | 5       | 110    | 1     |
| 2018    | Европейская серия Ле-Ман                 | LMP2             | 6/6     | 3      | 1     | 3       | 100,25 | 1     |
| 2019    | Европейская серия Ле-Ман                 | LMP2             | 6/6     | 2      | 1     | 3       | 101    | 2     |
| 2019/20 | Азиатская серия Ле-Ман                   | LMP2             | 4/4     | 2      | -     | 4       | 83     | 1     |
| 2020    | Европейская серия Ле-Ман                 | LMP2             | 5/5     | 1      | -     | 3       | 61     | 3     |
| 2021    | Азиатская серия Ле-Ман                   | LMP2             | 4/4     | 2      | 4     | 6       | 81     | 1     |
| 2021    | Европейская серия Ле-Ман                 | LMP2 LMP2 Pro-Am | 6/6 6/6 | 1 2    | 3 -   | 2 6     | 74 122 | 4 1   |
| 2022    | Азиатская серия Ле-Ман                   | LMP3             | 4/4     | 1      | -     | 2       | 48     | 5     |
| 2022    | Russian Endurance Challenge              | CN Pro           | 3/4     | 3      | 3     | 3       | 300    | 1     |
| 2023    | Russian Endurance Challenge              | CN Pro           | 3/4     | 3      | 3     | 3       | 300    | 1     |

Статистика выступлений в "24 часах Ле-Мана"
| Год  | Класс | № экипажа | Пилоты                                        | Прототип     | Шины | Круги | Результат  |
| ---- | ----- | --------- | --------------------------------------------- | ------------ | ---- | ----- | ---------- |
| 2013 | LMP2  | 26        | Роман Русинов Джон Мартин Майк Конвей         | Oreca 03     | D    | 327   | 3 (дискв.) |
| 2014 | LMP2  | 26        | Роман Русинов Оливье Пла Жюльен Каналь        | Morgan LMP2  | D    | 120   | Сход       |
| 2015 | LMP2  | 26        | Роман Русинов Сэм Бёрд Жюльен Каналь          | Ligier JS P2 | D    | 358   | 3          |
| 2015 | LMP2  | 28        | Густаво Якаман Пипо Дерани Рикардо Гонсалес   | Ligier JS P2 | D    | 354   | 4          |
| 2016 | LMP2  | 26        | Роман Русинов Уилл Стивенс Рене Раст          | Oreca 05     | D    | 357   | 2          |
| 2016 | LMP2  | 38        | Саймон Долан Гидо ван дер Гарде Джейк Дениис  | Gibson 015S  | D    | 22    | Сход       |
| 2017 | LMP2  | 22        | Мемо Рохас Рио Хиракава Хосе Гутьеррес        | Oreca 07     | D    | 327   | 17         |
| 2017 | LMP2  | 26        | Роман Русинов Пьер Тирье Алекс Линн           | Oreca 07     | D    | 20    | Сход       |
| 2018 | LMP2  | 26        | Роман Русинов Жан-Эрик Вернь Андреа Пиццитола | Oreca 07     | D    | 369   | 1 (дискв.) |
| 2018 | LMP2  | 40        | Джеймс Аллен Энцо Губбер Хосе Гутьеррес       | Oreca 07     | D    | 197   | Сход       |
| 2019 | LMP2  | 26        | Роман Русинов Йоб ван Эйтерт Жан-Эрик Вернь   | Aurus 01     | D    | 364   | 6          |
| 2020 | LMP2  | 16        | Райан Каллен Оливер Джарвис Ник Танди         | Aurus 01     | G    | 105   | Сход       |
| 2020 | LMP2  | 26        | Роман Русинов Миккель Йенсен Жан-Эрик Вернь   | Aurus 01     | M    | 367   | 5          |
| 2021 | LMP2  | 25        | Джон Фальб Роберто Мери Руи Андраде           | Aurus 01     | G    | 108   | Сход       |
| 2021 | LMP2  | 26        | Роман Русинов Франко Колапинто Ник де Врис    | Aurus 01     | G    | 358   | 7          |

## Список пилотов, выступавших в экипаже № 26
| Год  | Гонщик             | Прототип                                   |
| 2013 | Роман Русинов      | Oreca 03 — Nissan                          |
| 2013 | Джон Мартин        | Oreca 03 — Nissan                          |
| 2013 | Майк Конвей        | Oreca 03 — Nissan                          |
| 2014 | Роман Русинов      | Morgan LMP2 — Nissan Ligier JS P2 — Nissan |
| 2014 | Оливье Пла         | Morgan LMP2 — Nissan Ligier JS P2 — Nissan |
| 2014 | Жюльен Каналь      | Morgan LMP2 — Nissan Ligier JS P2 — Nissan |
| 2015 | Роман Русинов      | Ligier JS P2 — Nissan                      |
| 2015 | Жюльен Каналь      | Ligier JS P2 — Nissan                      |
| 2015 | Сэм Берд           | Ligier JS P2 — Nissan                      |
| 2016 | Роман Русинов      | Oreca 05 — Nissan Oreca 07 — Gibson        |
| 2016 | Рене Раст          | Oreca 05 — Nissan                          |
| 2016 | Алекс Брандл       | Oreca 05 — Nissan                          |
| 2016 | Уилл Стивенс       | Oreca 05 — Nissan                          |
| 2016 | Натанаэль Бертон   | Oreca 05 — Nissan                          |
| 2017 | Алекс Линн         | Oreca 07 — Gibson                          |
| 2017 | Пьер Тирье         | Oreca 07 — Gibson                          |
| 2017 | Нико Мюллер        | Oreca 07 — Gibson                          |
| 2016 | Джеймс Росситер    | Oreca 07 — Gibson                          |
| 2016 | Бен Хэнли          | Oreca 07 — Gibson                          |
| 2016 | Лоик Дюваль        | Oreca 07 — Gibson                          |
| 2016 | Лео Руссель        | Oreca 07 — Gibson                          |
| 2018 | Роман Русинов      | Oreca 07 — Gibson                          |
| 2018 | Жан-Эрик Вернь     | Oreca 07 — Gibson                          |
| 2018 | Андреа Пиццитола   | Oreca 07 — Gibson                          |
| 2019 | Роман Русинов      | Aurus 01 - Gibson                          |
| 2019 | Жан-Эрик Вернь     | Aurus 01 - Gibson                          |
| 2019 | Йоб ван Эйтерт     | Aurus 01 - Gibson                          |
| 2019 | Норман Нато        | Aurus 01 - Gibson                          |
| 2020 | Роман Русинов      | Aurus 01 - Gibson                          |
| 2020 | Жан-Эрик Вернь     | Aurus 01 - Gibson                          |
| 2020 | Миккель Йенсен     | Aurus 01 - Gibson                          |
| 2020 | Ник де Врис        | Aurus 01 - Gibson                          |
| 2021 | Фердинанд Габсбург | Aurus 01 - Gibson                          |
| 2021 | Е Ифей             | Aurus 01 - Gibson                          |
| 2021 | Рене Биндер        | Aurus 01 - Gibson                          |
| 2021 | Ник де Врис        | Aurus 01 - Gibson                          |
| 2021 | Роман Русинов      | Aurus 01 - Gibson                          |
| 2021 | Франко Колапинто   | Aurus 01 - Gibson                          |
| 2022 | Вячеслав Гутак     | Ligier JS P3 - Nissan                      |
| 2022 | Хавьер Льоверас    | Ligier JS P3 - Nissan                      |
| 2022 | Фабрис Росселло    | Ligier JS P3 - Nissan                      |
| 2022 | Роман Русинов      | G-Drive G01                                |
| 2022 | Даниил Квят        | G-Drive G01                                |
| 2022 | Сергей Афанасьев   | G-Drive G01                                |